# Jaromír Krejcar
Jaromír Krejcar (Hundsheim, Austria, 25 de julio de 1895 - Londres, 5 de octubre de 1950) fue un arquitecto funcionalista constructivista checo. Asimismo, fue alumno de Jan Kotěra y miembro de Devětsil.
Colaboró con el ingeniero estructural Jaroslav Joseph Polivka  en el aclamado Pabellón Checo de la Exposición Internacional de 1937 en París.
Fue miembro del Partido Comunista checo e incluso en 1930 se trasladó hasta la Unión Soviética con la intención de residir allí, pero volvió desencantado del régimen de Stalin.
Estuvo casado con la periodista Milena Jesenská y fue el padre de la escritora Jana Krejcarová, conocida bajo el nombre de Jana Černá. Después de que el Partido Comunista checo tomara el poder en 1948 partió exiliado a Londres.